# Luanko
Gonzalo Andrés Luanko Castro (31 de marzo de 1987, Pudahuel, Santiago de Chile) más conocido por su nombre artístico Luanko, es un cantante y artista urbano de Rap, Hip Hop y Cumbia, conocido por su obra lírica que alterna el español con el mapudungun, lengua originaria del pueblo mapuche.
Con seis discos editados hasta 2023, ha colaborado con artistas y grupos chilenos como Portavoz, Movimiento Original, Noche de Brujas y Santaferia. También ha trabajado con artistas internacionales como Liberato Kani (Perú), N8V ACE (EE.UU) y Akawui (Canadá) y ha presentado su trabajo en países como Estados Unidos, Francia, España, Argentina y Uruguay.
En 2018 fue nominado a los Premios Pulsar en la categoría "Difusión de la música de los pueblos originarios" por su disco Ketrolelan (No estoy mudo).

## Biografía
Nació en la comuna de Pudahuel, Santiago de Chile. Su madre es originaria de Linares, XVII Región del Maule y su padre de la comunidad de Huillinco, Contulmo XVIII Región del Bio Bio. Según ha señalado, su abuelo se radicó en la capital de la Región Metropolitana, a raíz de una masiva migración del campo a la ciudad que tuvo lugar en Chile durante los años 80.
La separación de sus padres, y la posterior muerte de su padre lo mantuvo alejado de la cultura mapuche hasta la adolescencia. Se inició en la música mientras cursaba la enseñanza básica, posteriormente crearía su primer seudónimo "Minuto Soler", bajo ese nombre publicó su primer disco "Actos por necesidad" (2008).
A medida que desarrolló su carrera como músico estrechó vínculos con su familia paterna en la comunidad de Huillinco y se acercó a sus raíces mapuche, consolidando una identidad que luego llevaría a su música, con rapeados en mapudungun e incluyendo instrumentos tradicionales del pueblo mapuche en sus bases musicales como la trutruca o el kultrún.
En su disco Ketrolelan (No estoy mudo) de 2017, incorporó colaboraciones con el rapero chileno Portavoz, y composiciones de cumbia junto a Alfonso "Pollo" González de la banda Santaferia. Este disco lo llevó a ser nominado a los Premios Pulsar de 2018, en la categoría "Difusión de música de los pueblos originarios".
Es profesor de Historia de la Universidad Academia Humanismo Cristiano. Se ha dedicado la divulgación del mapudungun en las escuelas de Santiago, creando contenido pedagógico en el que mezcla la enseñanza del idioma con la música y el hip hop.

## Premios y reconocimientos
- Premios Pulsar 2018: "Difusión de música de los pueblos originarios" (nominado)

## Discografía
- Actos por necesidad (2008)  - Bajo el pseudónimo "Minuto Soler"
- Inche ta Luanko (2011)
- A pies pelados (2012)
- Tradicion oral (2015)
- Ketrolelan (2017)